# Unterflurfrachtraum

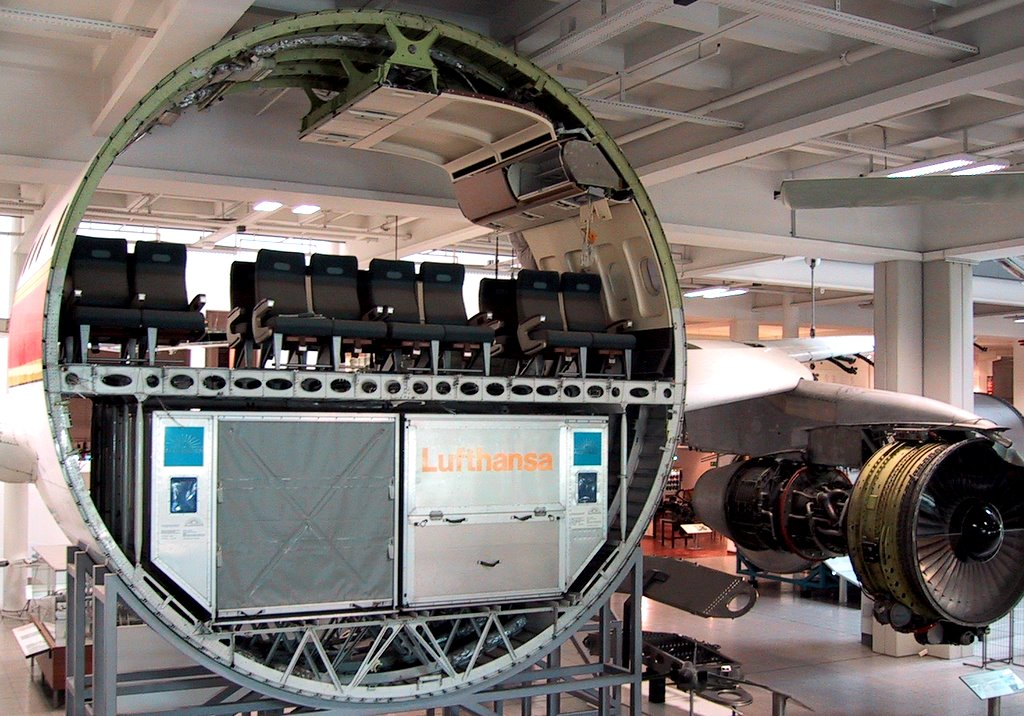
Oben Fahrgastraum, unten Frachtraum (beim Airbus A300)

Mit Unterflurfrachtraum wird bei Flugzeugen der Frachtraum unter der Passagierkabine bezeichnet. Somit können gleichzeitig Passagiere und Fracht bzw. Post befördert werden. Auch reine Frachtflugzeuge wie z. B. die Boeing 747-400F besitzen einen Unterflurfrachtraum. Der Großteil der Fracht wird jedoch bei diesen im oberen Frachtraum über dem Unterflurfrachtraum befördert.
Die Fracht wird in der Regel in speziell für den Frachtraum geformten Containern transportiert. Am häufigsten ist der LD3-Container verbreitet, welcher in den meisten Großraumflugzeugen benutzt wird. Sollten die Ausmaße der zu transportierenden Fracht für den LD3 zu groß sein, kann  diese auch auf Paletten transportiert werden. In diesem Fall muss die Fracht auf der Palette verzurrt werden. Für den Unterflurfrachtraum zu hohe Fracht (z. B. ein großes Auto), wird im Frachthauptdeck über dem Unterflurfrachtraum ebenfalls auf Paletten transportiert.